# Giuseppe Bottai
Giuseppe Bottai, född 3 september 1895 i Rom, död där 9 januari 1959, var en italiensk politiker.
Bottai var livligt verksam inom pressen, och spelade en betydande roll vid den fascistiska rörelsens tillkomst i mars 1919. Han blev därefter parlamentsledamot för Nationella fascistpartiet, en plats han behöll till 1943. Bottai har främst gjort sig känd som den jämte Mussolini främste teoretikern men var även realpolitiskt ett av fascismens stora namn. Han var understatssekreterare i korporationsdepartementet vid dess inrättande 1926 och efterträdde 1929 Mussolini som dess chef.
1932 blev han medlem av fascistiska stora rådet, utsågs 1935 till guvernör i Rom och 1936 till civilguvernör i Addis Abeba, 1936-1943 var han undervisningsminister och samtidigt chefredaktör för tidskriften Tribuna och professor i korporativ lag vid Roms universitet. Han hjälpte kung Viktor Emanuel III och Dino Grandi att störta Mussolini 1943. I juli 1944 suspenderades han från sin tjänst och arresterades i oktober 1944 i samband med den politiska utrensningen i Italien.